# Memphis Beat
Memphis Beat ist eine US-amerikanische Fernsehserie mit Jason Lee in der Hauptrolle, welche die am 22. Juni 2010 ihre Premiere feierte. Nach zwei Staffeln, welche jeweils aus 10 Folgen bestehen, wurde vom ausstrahlenden Sender TNT beschlossen, dass keine dritte Staffel bestellt wird.

## Besetzung und Synchronisation
Die deutsche Synchronisation der Serie wurde durch die Interopa Film GmbH, Berlin unter Dialogbuch von Martina Marx und Markus Engelhardt, sowie Dialogregie von Stefan Fredrich vorgenommen.
| Schauspieler       | Charakter                           | Synchronsprecher         |
| ------------------ | ----------------------------------- | ------------------------ |
| Jason Lee          | Detective Dwight Hendricks          | Martin Kautz             |
| Alfre Woodard      | Lieutenant Tanya Rice               | Heike Schroetter         |
| Sam Hennings       | Detective Charles “Whitehead” White | Kaspar Eichel            |
| DJ Qualls          | Police Officer Davey Sutton         | Dirk Stollberg           |
| Celia Weston       | Paula Ann Hendricks                 | Kerstin Sanders-Dornseif |
| Leonard Earl Howze | Detective Reginald Greenback        | Michael Iwannek          |
| Abraham Benrubi    | Sergent JC Lightfoot                | Tilo Schmitz             |